# Oblivion (Piazzolla)
Oblivion est une composition instrumentale de Astor Piazzolla écrite en 1982 qui fait partie de la bande originale de Henri IV, le roi fou, un film de Marco Bellocchio. La pièce était à l'origine écrite pour bandonéon, piano et basse. Elle est devenue l'une des œuvres les plus populaires de Piazzolla, étant reprise dans un grand nombre d'arrangements instrumentaux et enregistrée sur de nombreux disques.

## Histoire
Le morceau a été composé par Astor Piazzolla en 1982, lors de son séjour à New York. Piazzolla l'a composée dans le but d'évoquer l'image musicale de l'oubli.
Le morceau a été inclus dans le film Enrico IV, de Marco Bellocchio, en 1984. La pièce est une adaptation de la pièce autoréférentielle de Luigi Pirandello, dans laquelle le personnage qui incarne Henri IV dans une pièce de théâtre fait une chute et perd connaissance, et à son réveil, il a déjà pris l'identité du personnage représenté, à savoir le roi Henri IV. Le morceau est depuis devenu l'un des plus populaires de Piazzolla, étant considéré comme captivant et atmosphérique.
En mai 2021, le théâtre du Bicentenaire de la San Juan, a organisé une exposition intitulée "Oblivion, les sons du silence", en allusion à la pièce de Piazzolla. Cette exposition, organisée dans le cadre de la Journée internationale des musées, proposait une collection d'instruments, ainsi qu'un hommage à Astor Piazzolla lui-même.

## Analyse
Le morceau est une milonga lyrique, un rythme musical uruguayen-argentin qui est un précurseur du tango. La pièce évoque la nostalgie et la tristesse ; compte tenu du fait que le mot anglais oblivion peut être traduit par 'oubli' en espagnol.
A l'origine, la pièce est écrite pour l'orchestration instrumentale du bandonéon, du piano et de la contrebasse. La partition est marquée Adagio et la mesure est 4/4. La tonalité de la pièce est do mineur et elle a une structure A-B-A.
Le thème principal, est joué par le bandonéon dès le début, avec un accompagnement arpégé qui est subtil. La mélodie est mélancolique et est construite avec des notes prolongées. Il y a une section centrale avec un certain contraste, introduit par une modulation en fa mineur.

## Versions
Oblivion est un morceau populaire et célèbre de Piazzolla, il a donc été repris et enregistré plusieurs fois. Il existe plusieurs versions pour piano solo, clarinette klezmer, quatuor de saxophones, hautbois et orchestre, etc.,
Il existe une version du morceau avec des paroles, qui a été écrite par Horacio Ferrer. Plus tard, le compositeur new-yorkais David McNeil a également ajouté des paroles alternatives. Cette version a été interprétée pour la 1ère fois par la chanteuse Milva. Elle figure sur son album live enregistré aux Bouffes du Nord en 1984. Une version plus pop figure sur l'album Si j'étais elle de Julien Clerc sorti en 2000.

## Discographie sélective
- Astor Piazzolla – Oblivion. Joker International, 1998[7]
- New Musette. Richard Galliano Quartet. Harmonia Mundi / Label Bleu, 1991[8]
- Gidon Kremer : Hommage à Piazzolla. Nonesuch, 1999[9]
- Astor Piazzolla: Oblivion. Orchestra da Camera Italiana, Salvatore Accardo. Fonè, 2007[10]
- Martha Argerich Edition: Solos & Duos. Martha Argerich (piano) et Eduardo Hubert (piano). EMI Classics, 2011[11]